# Треккіна
Треккіна (італ. Trecchina) — муніципалітет в Італії, у регіоні Базиліката,  провінція Потенца.
Треккіна розташована на відстані близько 350 км на південний схід від Рима, 70 км на південь від Потенци.
Населення — 2328 осіб (2014).
Щорічний фестиваль відбувається 29 вересня. Покровитель — святий Архангел Михаїл.

## Демографія
Населення за роками:

Станом на 1 січня 2023 року в муніципалітеті офіційно проживало 49 іноземців з 8 країн, серед них 30 громадян країн Євросоюзу та 15 громадян України.

## Сусідні муніципалітети
- Лаурія
- Маратеа
- Немолі
- Ривелло
- Тортора